# 크리스마스 스위치
《크리스마스 스위치》(영어: The Princess Switch)는 2018년 공개된 미국의 크리스마스 코미디, 로맨스 영화로 마이클 롤이 감독을 맡았다.

## 출연

### 주연
- 바네사 허진스 - 마가렛 클레어 드 델레코트 / 스테이시 드 노보 역
- 닉 사가
- 샘 팔라디오

### 조연
- 수앤 브라운
- 마크 플레이쉬만
- 사라 스튜어트

## 같이 보기
- 크리스마스 영화 목록